# NGC 4216
| Galáxia espiral NGC 4216 |                                                                |
|                          |                                                                |
| Dados do catálogo:       |                                                                |
| Classificação do objeto: | SAB(s)b: II                                                    |
| Brilho superficial       | 10,3                                                           |
| Massa (Sol=1)            | ----                                                           |
| Outras denominações:     | UGC 7284, MCG+02-31-072, VCC 167, PGC 39246, CGCG 069.112, etc |

NGC 4216 é uma galáxia espiral localizada a cerca de cinquenta milhões de anos-luz (aproximadamente 15,32 megaparsecs) de distância na direção da constelação de Virgem. Possui uma magnitude aparente de 10,3, uma declinação de +13º 08' 59" e uma ascensão reta de 12 horas, 15 minutos e 54,1 segundos.